# Geoffrey Mortimer
Sir Geoffrey Mortimer (französisch Geoffroy de Mortemer) (* 1308 oder 1309; † zwischen 1372 und 5. Mai 1376) war ein anglo-französischer Adliger.

## Herkunft und Erbe
Geoffrey Mortimer entstammte der anglonormannischen Familie Mortimer. Er war der dritte Sohn von Roger Mortimer of Wigmore und von dessen Frau Joan de Geneville. Als jüngerer Sohn wurde Geoffrey zum Erben von Jehan de la Marche, seiner Großmutter mütterlicherseits, bestimmt, die als Tochter von Hugo XIII. de Lusignan Besitzungen in Frankreich besaß.

## Jugend
Wahrscheinlich diente Geoffrey als Knappe in einer mit seinem Vater verwandten französischen Familie, vermutlich der Familie Fiennes in der Picardie, als sein Vater sich Anfang 1322 nach einer gescheiterten Rebellion dem englischen König Eduard II. ergeben musste. Der König ließ auch die Familien der Rebellen verhaften, doch da Geoffrey in Frankreich war, entging er, anders als seine Brüder, einer Verhaftung. Nach dem damaligen französischen Erbrecht durften Jugendliche bereits mit vierzehn Jahren ihr Erbe übernehmen, so dass Geoffrey nach dem Tod seiner Großmutter 1323 in den Besitz der französischen Herrschaften Couhé, Peyrat, Pontarion, Salles und Genté kam. Für diese Besitzungen huldigte er vor Ende 1323 als Seigneur dem französischen König Karl IV.

## Rolle beim Sturz von Eduard II. und während der Regentschaft seines Vaters
Als Geoffreys Vater Anfang August 1323 aus der Gefangenschaft entkommen konnte, flüchtete er vermutlich in die Picardie. In Frankreich hatte er durch die Besitzungen von Geoffrey ein Einkommen und wurde rasch zum Anführer der Gegner von Eduard II. Vor November 1324 soll Geoffrey seine französischen Besitzungen für 16.000 Livres an König Karl IV. mit der Bedingung, die Summe innerhalb von drei Jahren zurückzuzahlen, verpfändet haben. Er begleitete seinen Vater, als dieser im September 1326 mit einer kleinen Armee in England landete und die Herrschaft von Eduard II. stürzte. Anlässlich der Krönung von Eduard III. am 1. Februar 1327 wurde Geoffrey wie seine beiden älteren Brüder Edmund und Roger von Henry of Lancaster zum Ritter geschlagen. Geoffreys Vater diente nun de facto als Regent von England, und Geoffrey hatte eine führende Stellung am Königshof, wo er zahlreiche Urkunden bezeugte. Er galt als Lieblingssohn seines Vaters, den er offen kritisieren durfte. 1330 übergab ihm sein Vater Donnington Castle sowie verschiedene Besitzungen des hingerichteten Earl of Kent. Als jedoch der junge Eduard III. im Oktober 1330 Roger Mortimer in einem Staatsstreich stürzte, wurde auch Geoffrey verhaftet. Während sein Vater als Verräter hingerichtet wurde, durfte Geoffrey England verlassen. Er verlor aber seine englischen Besitzungen und ging zurück auf seine französischen Güter.

## Späteres Leben
Am 20. Mai 1349 gab das französische Parlement den Anspruch der Abtei Saint Maixent statt, dass Geoffrey Couhé nur als Lehen des Klosters besaß, und verurteilte ihn zu einer Entschädigungszahlung. Als nach dem Frieden von Brétigny 1360 das Poitou an England fiel, huldigte Geoffrey dem englischen Thronfolger Eduard am 24. August 1363 in der Kathedrale von Saintes und am 13. September in der Kathedrale von Poitiers als Herzog von Aquitanien. Am 24. März 1365 verkaufte er seine Besitzungen Peyrat und Pontarion an Guy Aubert, Seigneur de Bulbon. 

## Familie und Erbe
Geoffrey Mortimer hatte Joan de Lezay geheiratet, die vermutlich eine Tochter von Simon IV, Seigneur de Lezay und dessen zweiten Frau Jane Chercheniont war. Mit ihr hatte er mindestens einen Sohn und mehrere Töchter, darunter:
- Jean de Mortemer († 1454/1455)
- Jane de Mortemer ⚭ Jean, Seigneur de L’Île-Bouchard

Sein Erbe wurde sein Sohn Jean de Mortemer. Seine Nachfahren blieben bis ins 16. Jahrhundert Herren von Couhé und von anderen Besitzungen, ehe die Familie mit Francois de Mortemer († nach 1559) in männlicher Erbfolge ausstarb.